# Boschi di Carrega
Boschi di Carrega este o arie protejată (arie specială de conservare — SAC, sit de importanță comunitară — SCI) din Italia întinsă pe o suprafață de 1.277 ha, integral pe uscat.

## Localizare
Centrul sitului Boschi di Carrega este situat la coordonatele 44°43′21″N 10°12′23″E / 44.7225°N 10.206389°E.

## Înființare
Situl Boschi di Carrega a fost declarat sit de importanță comunitară în iunie 1995 pentru a proteja 34 de specii de animale. Situl a fost protejat și ca arie specială de conservare în martie 2019.

## Biodiversitate
Situată în ecoregiunea continentală, aria protejată conține 9 habitate naturale: Lacuri eutrofice naturale cu vegetație de tip Magnopotamion sau Hydrocharition, Păduri de Castanea sativa, Pajiști uscate seminaturale și facies de acoperire cu tufișuri pe substraturi calcaroase (Festuco-Brometalia) (* situri importante pentru orhidee), Pseudostepă cu ierburi și specii anuale de Thero-Brachypodietea, Pajiști uscate europene, Păduri ilirice de stejar și carpen (Erythronio-Carpinion), Galerii de Salix alba și de Populus alba, Râuri cu maluri nămoloase cu vegetație de Chenopodion rubri p.p. și Bidention p.p., Fânețe de joasă altitudine (Alopecurus pratensis, Sanguisorba officinalis).
La baza desemnării sitului se află mai multe specii protejate:
- păsări (22): lăcar-de-lac (Acrocephalus scirpaceus), caprimulg (Caprimulgus europaeus), erete vânăt (Circus cyaneus), lăstun de casă (Delichon urbicum), presură de grădină (Emberiza hortulana), șoim de iarnă (Falco columbarius), șoim călător (Falco peregrinus), șoimul rândunelelor (Falco subbuteo), cocor (Grus grus), Hippolais polyglotta, rândunică (Hirundo rustica), sfrâncioc roșiatic (Lanius collurio), ciocârlie de pădure (Lullula arborea), privighetoare (Luscinia megarhynchos), codobatura galbenă (Motacilla flava), muscar sur (Muscicapa striata), grangur (Oriolus oriolus), ciuf-pitic (Otus scops), codroșul de pădure (Phoenicurus phoenicurus), silvie roșcată (Sylvia cantillans), silvie de câmp (Sylvia communis), pupăză (Upupa epops)
- amfibieni (1): Triturus carnifex
- mamifere (4): liliac cârn (Barbastella barbastellus), liliac cu urechi mari (Myotis bechsteinii), liliac cărămiziu (Myotis emarginatus), liliacul mic cu potcoavă (Rhinolophus hipposideros)
- nevertebrate (6): Austropotamobius pallipes, croitorul mare al stejarului (Cerambyx cerdo), Euplagia quadripunctaria, rădașcă (Lucanus cervus), fluturele purpuriu (Lycaena dispar), Osmoderma eremita
- reptile (1): țestoasa de baltă (Emys orbicularis)

Pe lângă speciile protejate, pe teritoriul sitului au mai fost identificate 8 specii de plante, 4 specii de amfibieni, 10 specii de mamifere, 4 specii de nevertebrate, 2 specii de pești, 4 specii de reptile.